# Gaston Fontanille

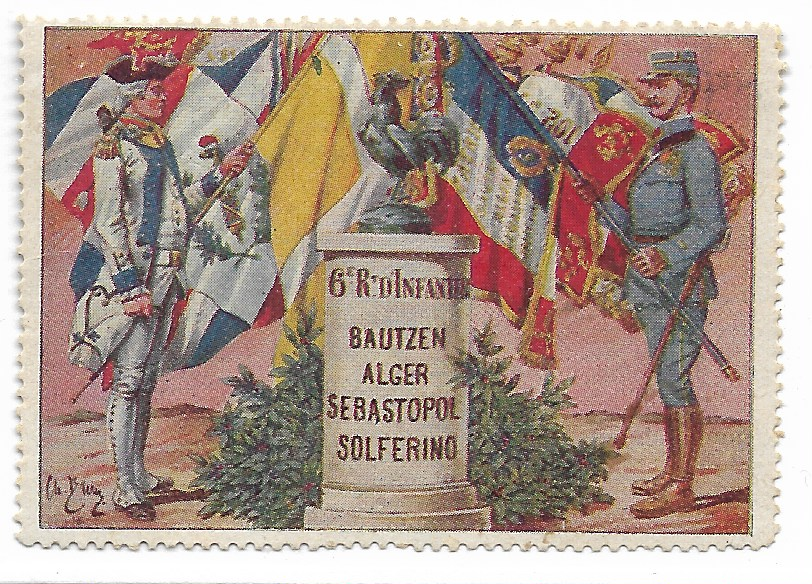
Vinyetes Delandre

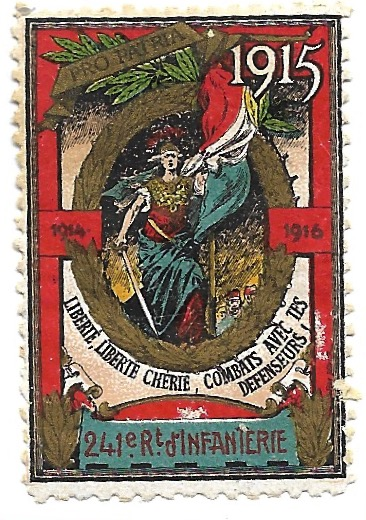

Gaston Aime Camille Fontanille (nascut l'11 de maig de 1883), també conegut com Delandre, va ser un empresari i estafador francès nascut a Valence. De família acomodada, de jove cometrà diverses estafes sota diversos alies i el seu pare, que era fiscal de la república li evitarà els pitjors inconvenients.

## Les vinyetes Delandre
El 1914 amb l'inici de la Gran Guerra Gaston funda les edicions Delandre. Es trasllada a París i publica mapes, cartells i llibres sobre el conflicte mundial.
Un dels seus plans més reeixits va ser produir segells patriòtics que representaven diverses unitats militars durant la Primera Guerra Mundial. Va contractar famosos artistes militars i reconeguts il·lustradors (George Scott, Camille Bellanger, Benjamin Rabier, Charles Brun...)per ajudar a dissenyar milers de segells que venia al gran públic.
Va començar reproduint vinyetes de regiments italians quan el subministrament d'originals va resultar insuficient per a les seves necessitats. Delandre va respondre a les reclamacions de falsificació de les vinyetes italianes afirmant que eren "reimpressions". Va explicar en una carta de 1916que va vendre tres tipus, reals, reimpressions i segells nous que va crear ell mateix.
A partir d'aquí es va expandir per incloure segells de l'exèrcit francès i d'altres països. Va produir més de 4.000 segells patriòtics diferents que s'han convertit en una àrea de col·leccionisme popular de la filatèlia de Vinyetes. Charles Kiddle i Walter Schmidt han produït catàlegs detallats de l'obra de Delandre.

## Detenció i mort

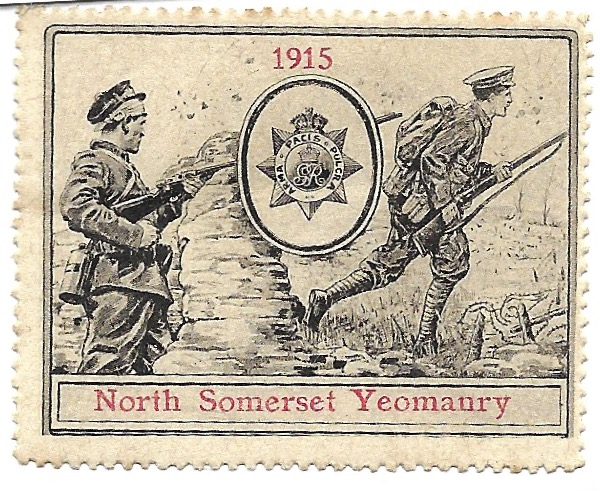

Després de l'èxit de les vinyetes de Delandre, la Creu Roja Francesa li va demanar que produís segells similars per a ells per recaptar fons. Malauradament, tot i vendre molts segells, Delandre no va pagar a la Creu Roja la seva part dels beneficis així que aquesta presentà una denúncia i Fontanille va ser arrestat el 1917. Condemnat i empresonat, serà alliberat el 1923 després de fingir estar malalt... i va reprendre les seves estafes.
Després de diversos negocis ombrívols en els negocis de joieria i banca, es trasllada a Marsella donant-se a conèixer com a Baró Picarat, president de la junta d'un imaginari Comitè Nacional per a la Lluita contra la Lepra. Va morir el 1927 després d'empassar cianur quan les autoritats l'anaven a detenir.
Va ser enterrat el 8 de març de 1927 en una fossa comuna del cementiri de Saint Pierre a Marsella. Tal com ell mateix va escriure en els seus anuncis publicitaris, va deixar enrere “la col·lecció més gran i bella de vinyetes franceses” de la Gran Guerra.

## Altres activitats
Delandre va ser arrestat moltes vegades per diversos altres plans, com ara la creació d'una empresa química a la qual va nomenar diversos empresaris destacats com a directors sense el seu coneixement, i la venda de títols nobiliaris d'estatus dubtós.
Altres pseudònims utilitzats per Gaston Fontanille inclouen el comandant Deville, el baró Allard, el marquès de Vaurens i el comte de Chabanes.